# Prentiss M. Brown
Prentiss M. Brown (St. Ignace, 1889. június 18. – St. Ignace, 1973. december 19.) az Amerikai Egyesült Államok szenátora (Michigan, 1936–1943).